# 茨ひより
茨 ひより（いばら ひより）は、いばキラTVが運営する日本のバーチャルYouTuber。愛称はひよりん。

## 概要
2018年8月3日、自治体では初の公認となる茨城県公式バーチャルYouTuberとして、茨ひよりを起用する旨が県知事定例記者会見において大井川和彦より発表された。茨城県の入庁3年目の女性職員がいばキラTVの女性アナウンサーに起用されたという設定に基づいて運用されるもので、実際に県知事の大井川が茨に対して異動辞令を発令したことが発表されている。
名前は一般公募により集められた2002の候補の中から検討され決定された。「青い上着」「黄色いスカート」「ピンク色の靴」という服装は、それぞれ、ネモフィラの青、干し芋の黄色、偕楽園の梅花のピンクをイメージしたもので、キャラクターの容姿デザインについては、茨城県出身のイラストレーターであるハルタスクによって行われた。また、頭には県の名産品であるアンコウの髪飾りをつけている。
2019年3月にはいばキラTVのチャンネル登録者数が日本の地方公共団体の公式チャンネルで初めて10万人を突破し、自治体によるバーチャルYouTuberの活用事例として英国放送協会（BBC）で紹介された。同月までの宣伝効果は広告費換算で2億4000万円になると県は試算している。同年6月にはG20貿易・デジタル経済大臣会合の歓迎レセプションに動画で出演し、9月から10月にかけて県内で行われたいきいき茨城ゆめ国体・大会のPR担当に抜擢された。

## 出演

### テレビ番組
- 月イチのてぇてぇTV（2019年10月18日[7]、BS日テレ）